# Kunst im öffentlichen Raum in Hamburg-Jenfeld
Diese Liste von Kunst im öffentlichen Raum in Hamburg-Jenfeld enthält dauerhaft aufgestellte Kunstwerke auf dem Gebiet des Stadtteils Jenfeld der Freien und Hansestadt Hamburg, die sich im öffentlichen Raum befinden und von anerkannten Künstlern und Künstlerinnen geschaffen wurden. Viele dieser Kunstwerke sind durch das Programm Kunst am Bau (und dessen Folgeprogramme) gefördert oder mit öffentlichen Geldern angekauft worden, dies ist aber keine Voraussetzung für die Aufnahme. Ebenso mögen einige dieser Kunstwerke als Kulturdenkmal geschützt sein, aber auch das ist keine Voraussetzung für die Aufnahme in diese Liste.
Bauschmuck ist im Normalfall im Artikel über das Bauwerk darzustellen, und gehört nicht in diese Liste. Streetart kann Aufnahme in die Liste finden, wenn es zu dem konkreten Kunstwerk eine ausführliche Rezeption in der Kunstwissenschaft gibt und ein enzyklopädischer Artikel über die Streetart-Künstler oder -Künstlerin existiert oder vorstellbar wäre. Denkmäler, die an eine Person oder ein Ereignis erinnern, können in die Liste aufgenommen werden, wenn sie ob ihrer zumeist plastischen Gestaltung als Kunstwerk gelten können. Bei reinen Gedenktafeln ist das normalerweise nicht der Fall.
Basis der Zusammenstellung sind Datensätze der Hamburger Kulturbehörde von 2012 und 2018, eine Veröffentlichung der SAGA GWG von 2008, und verschiedene Veröffentlichungen von Kunsthistorikern zum Thema. Eine abschließende Liste von Literatur kann es nicht geben, jedoch ist für jeden Eintrag in die Liste ein konkreter Verweis auf eine amtliche Liste oder anerkannte Sekundärliteratur erforderlich.
Gestohlene oder zerstörte Kunstwerke, die ehemals in Hamburg-Jenfeld aufgestellt waren, sind in einer separaten Liste aufgeführt.

## Legende
- Lage: Nennt die nächstgelegene Straße und, wenn vorhanden und sinnvoll, das nächstgelegene Bauwerk (mit Hausnummer) oder das umgebende Gebiet (z. B. einen Park) und gibt nötigenfalls Hinweise zur genauen Lage. Darunter werden - wenn vorhanden - auch die Geo-Koordinaten und das Wikidata-Logo als Verweis auf das Wikidata-Objekt angegeben. Die Spalte ist nach der Adresse sortierbar.
- Künstler/in: Name des Künstlers oder der Künstlerin, die das Kunstwerk geschaffen haben, verlinkt mit dem Wikipedia-Artikel zur Person. Die Spalte ist nach dem Nachnamen sortierbar.
- Beschreibung: Kurzbeschreibung des Werks, immer zuerst: Werktitel (kursiv), dann möglichst Material, Stil, Größe, Dargestelltes, Art der Förderung
- Jahr: Jahr der Fertigstellung des Kunstwerkes, wenn unbekannt dann das Jahr der Aufstellung. Hier kann nur ein einziges Jahr angegeben werden, kein Zeitraum. Weitere zeitliche Details zur Schaffung des Kunstwerkes (von–bis) können in der Beschreibung angegeben werden.
- Quelle: Kulturbehörde, SAGA, Literatur, jeweils mit Fußnote. Diese Angabe ist für eine Aufnahme in die Liste verpflichtend.
- Bild: Bild des Kunstwerks, mit Link auf Commons-Kategorie wenn vorhanden

Hinweis: Die Grundsortierung der Liste erfolgt nach der Adresse. Die Liste ist alternativ nach Künstler, Werktitel, Datierung oder Quelle sortierbar.

## Liste
| Lage | Künstler             | Beschreibung | Jahr      | Quelle        | Bild |  |
| --- | -------------------- | --- | --------- | ------------- | --- |  |
| Bekkamp 50 Ecke Brieger Weg, am Fußweg (Lage) | Hans Kock            | Nomos Aluminium-Skulptur, deren Gussform aus verschiedenen Einzelteilen zusammengesetzt wurde. Ankauf durch SAGA. | 1980      | Kulturbehörde | weitere Bilder |  |
| Bekkamp 52 Ex-Heilpädagogische Tagesschule, jetzt Schule Bekkamp Förderschwerpunkt geistige Entwicklung, vor Eingang rechts in Spielbereich (Lage) | Elk Knaake           | abstrakte Spielplastik KaB | 1975–1976 | Kulturbehörde | Bild gesucht Die Wikipedia wünscht sich an dieser Stelle ein Bild vom Ort mit diesen Koordinaten 53.57515 10.14278 . Motiv: Bekkamp 52 Falls du dabei helfen möchtest, erklärt die Anleitung , wie das geht. BW |  |
| Berliner Platz 14 Einkaufszentrum Berliner Platz, Eingangsbereich (Lage)                                                                           | Gerhard Brandes      | Schaukelnde Mädchen | 1963      | Zabel         | weitere Bilder |  |
| Charlottenburger Straße 10 Südlich der Kreuzung mit Schweidnitzer Straße, an der Bushaltestelle (Lage)                                             | Jörn Pfab            | Raumskulptur Kugelförmige Edelstahlskulptur aus unterschiedlich geformten Polygonen auf einer kräftigen Betonstele. Ankauf durch SAGA. | 1979      | Kulturbehörde | weitere Bilder |  |
| Charlottenburger Straße 3 (Lage) | Karl Heinz Engelin   | Panflötenspieler Bronzeskulptur, Ankauf durch Vereinigte Hamburger Wohnungsbaugenossenschaft (VHW) | 1970er    | Kunst@SH      | weitere Bilder |  |
| Charlottenburger Straße 84 Schule Charlottenburger Straße, Haupteingang/Pausenhalle (Lage)                                                         | Armin Sandig         | ohne Titel Glaswand, KaB | 1966      | Kulturbehörde | |  |
| Denksteinweg 17 Max-Schmeling-Stadtteilschule, Standort Denksteinweg, Ostseite Mensa (Lage)                                                        | Claus Wallner        | Arche Noah Vierteiliges Glasbetonfenster | 1957      | Kulturbehörde | weitere Bilder |  |
| Denksteinweg 17 Max-Schmeling-Stadtteilschule, Standort Denksteinweg, vor Eingang Mensa (Lage)                                                     | Manfred Sihle-Wissel | Mutter mit Kind Die bronzene Figurengruppe zeigt eine Frau, die auf ihrer Schulter ein kleines Kind trägt. Ankauf im Rahmen des Programms „Kunst am Bau“.                                                                                     | 1960      | Kulturbehörde | weitere Bilder |  |
| Denksteinweg 41 Kita Denksteinweg, am Spielplatz (Lage)                                                                                            | Manfred Sihle-Wissel | Stehendes Mädchen Skulptur einer stehenden weiblichen Figur aus Muschelkalk. Ankauf im Rahmen des Programms "Kunst am Bau". | 1963–1964 | Kulturbehörde | weitere Bilder |  |
| Glatzer Straße 22 Grünanlage südlich SAGA-Geschäftsstelle (Lage)                                                                                   | Manfred Sihle-Wissel | Drehbare Plastik Bronzeskulptur aus drei Teilen, die drehbar auf einer vertikalen Achse angeordnet sind. Ankauf durch SAGA. | 1974      | Kulturbehörde | weitere Bilder |  |
| Gleiwitzer Bogen 90 Am Spielplatz östlich des Wohnhochhauses (Lage)                                                                                | Linde Burkhardt      | Merkzeichen Drei rote und drei blaue Metallsäulen, die eng beisammen stehend vertikal aus dem Boden ragen. Ankauf durch die SAGA. | 1971      | Kulturbehörde | weitere Bilder |  |
| Gleiwitzer Bogen 93–95 (Lage) | Eylert Spars         | Merkzeichen Rechteckige Betonstele, die auf zwei Seiten mit farbigen Formen aus Keramik verziert ist. Ankauf durch SAGA. | 1971      | Kulturbehörde | weitere Bilder |  |
| Hohenhorstpark Ostseite des Einkaufszentrums Berliner Platz (Lage)                                                                                 | Karl August Ohrt     | Gleichklang Abstrakte Steinskulptur | 1963      | Zabel         | weitere Bilder |  |
| Holstenhofweg 85 Universität der Bundeswehr Hamburg, Westseite des Geländes, nahe Gebäude W1 (Lage)                                                | Alf Lechner          | ohne Titel Zweiteilige Plastik aus Edelstahlprofilen, die zwei bzw. drei Würfel bilden. Ursprünglich waren die Würfel auf ihrem jeweiligen Holzbett frei verschiebbar, wurden aber seitdem wegen Unfallgefahr festgesetzt. Ankauf durch Bund. | 1977      | Kulturbehörde | weitere Bilder |  |
| Holstenhofweg 85 Universität der Bundeswehr Hamburg, westlich des Sportplatzes (Lage)                                                              | Erich Reusch         | ohne Titel Kinetische Kunst, zwei horizontal gelagerte Röhren. Ankauf durch Bund. | 1976      | HSU           | weitere Bilder |  |
| Holstenhofweg 85 Universität der Bundeswehr Hamburg, Mensa (Lage)                                                                                  | François Morellet    | Wandverkleidung Ankauf durch Bund | 1975      | HSU           | weitere Bilder |  |
| Holstenhofweg 85 Universität der Bundeswehr Hamburg, zwischen Unterkunftsgebäuden W5 und W5B (Lage)                                                | Hans Martin Ruwoldt  | Angreifender Tiger Bronzeplastik, ursprünglich in einer Kaserne in Hamburg-Alsterdorf aufgestellt, seit 2004 auf dem Gelände der Helmut-Schmidt-Universität                                                                                   | 1936      | HSU           | weitere Bilder |  |
| Holstenhofweg 85 Universität der Bundeswehr Hamburg, Hauptgebäude, Verteilerebene vor Bibliothek (Lage)                                            | Manfred Sihle-Wissel | Helmut Schmidt Bronze-Büste von Helmut Schmidt, 2004 gestiftet durch Johann Max Böttcher. Ein weiterer Abguss befindet sich seit 2016 in der Bucerius Law School.                                                                             | 1997      | HSU           | weitere Bilder |  |
| Jenfelder Allee 18–26 Grünanlage auf der Westseite der Wohnblöcke (Lage)                                                                           | Gerhard Brandes      | Bockspringen Die Bronzeskulptur zeigt zwei Jungen beim Bockspringen. Ankauf durch SAGA. | 1963      | Kulturbehörde | weitere Bilder |  |
| Jenfelder Straße 220 An der Ecke zur Jenfelder Allee, Grünanlage (Lage)                                                                            | Gerhard Brandes      | Läufergruppe KaB, SAGA ex-Neues Hamburg | 1968      | Kulturbehörde | weitere Bilder |  |
| Kreuzburger Straße 31–39 Grünanlage südlich des Wohnblocks (Lage)                                                                                  | Otto Peters          | Mädchen mit Schirm Bronzeskulptur einer jungen Frau im Stehen, die in der rechten Hand einen geöffneten Schirm über der Schulter hält. Ankauf durch SAGA.                                                                                     | 1978      | Kulturbehörde | weitere Bilder |  |
| Neubertbogen 20/26 (Lage) | Inka Uzoma           | Wo ist eigentlich Hamburg-Fuhlsbüttel? Bronzeskulptur zweier Kinder, die auf einer Kompassrose mit den Namen von Hamburger Stadtteilen stehen. Ankauf durch die Baugenossenschaft dhu.                                                        | 1996      | Kunst@SH      | weitere Bilder |  |
| Rodigallee 303 Einkaufscenter Jenfeld, Parkplatz (Zufahrt Bei den Höfen) (Lage)                                                                    | Doris Waschk-Balz    | ohne Titel Bronzeplastik einer Figurengruppe aus einem Kind und zwei Mädchen, die auf einem Quader sitzen. Zugang unklar. | 1976      | Kulturbehörde | weitere Bilder |  |
| Schweidnitzer Straße 2 sowie Kreuzburger Straße 48, am Hochhaus-Giebel (Lage)                                                                      | Georg Engst          | Lebensfluss Zwei abstrakte Aluminium-Reliefs, Ankauf durch Baugesellschaft „Neues Hamburg“ (heute SAGA)Holzburgerstraße --> gemeint ist Kreuzburger Straße                                                                                    | 1970      | Kulturbehörde | weitere Bilder |  |
| Schöneberger Straße 17 Nördlich der Wohnhäuser 17a-17c, am Spielplatz (Lage)                                                                       | Martin Irwahn        | Fohlen Bronzeskulptur eines jungen Pferdes, Ankauf durch die SAGA | 1964      | Kulturbehörde | weitere Bilder |  |
| Steglitzer Straße 16 Ecke zur Grunewaldstraße (Lage)                                                                                               | Richard Steffen      | Mutter mit Kind SAGA | 1963      | Kulturbehörde | weitere Bilder |  |